# Autorretrato con la oreja vendada y caballete
Autorretrato con la oreja vendada y caballete es un autorretrato pintado en enero de 1889 por el artista holandés postimpresionista Vincent van Gogh. La pintura forma parte de la colección del Instituto de Arte Courtauld y se exhibe en su Galería de la Somerset House.

## Descripción

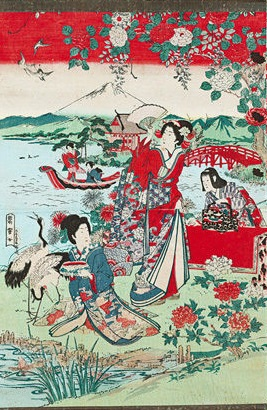
Geishas en un paisaje, impresión japonesa de la década de 1870, de la que una copia parcial se puede ver en la pared del cuadro.

En este autorretrato, Van Gogh lleva la misma gorra azul con borde de pelo negro, grueso abrigo verde, y vendaje en la zona de la oreja que le rodea el rostro por debajo de la barbilla, también presentes en su autorretrato anterior. Ahora adopta una composición más tradicional, ya no está fumando, sino mirando ligeramente hacia la derecha, fuera del cuadro, con su habitación de fondo. Detrás aparece una ventana abierta, supuestamente dejando entrar una brisa invernal, un lienzo sobre un caballete, con algunos trazos indistinguibles, así como un grabado japonés en la pared. Este impresión sobre madera ha sido identificada como Geishas en un paisaje publicado por Sato Tokyo en la década de 1870. Esto muestra la importante influencia del japonismo y el grabado en madera en el trabajo de Van Gogh, que también aparece en el fondo de otros retratos que había creado. La pintura está compuesta por pinceladas impastadas, mayoritariamente verticales. Esto crea una textura que sobresale de la tela y añade dimensión a la superficie plana. El tono de la piel mezcla tonos verdes y amarillentos. El vendaje alude a su reciente incidente con Gauguin, tan famoso. Van Gogh utilizaba un espejo para sus autorretratos por lo que los lados se invierten, como no corregía este efecto, el lado derecho en la realidad era el izquierdo y el izquierdo era el derecho. La oreja cortada fue la izquierda.

## Contexto
Van Gogh se mudó de París a Arlés en la esperanza de crear una comunidad de artistas para darse apoyo y ayuda mutuos. Invitó a Paul Gauguin, artista que había conocido en París, a venir con él. Van Gogh resultó ser un compañero desagradable y debido al fuerte carácter de ambos, discutían cada vez más a menudo, a veces violentamente. El 23 de diciembre de 1888 durante una de sus peleas, Van Gogh amenazó con una navaja barbera a Gauguin que se marchó advirtiendo que no regresaría. Van Gogh se cortó la oreja izquierda y, aturdido, fue hasta el burdel que ambos artistas frecuentaban y entregó el apéndice envuelto en una hoja de periódico a una prostituta llamada Rachel, con la que se había encariñado. Cuando Gauguin regresó a la mañana siguiente descubrió que la policía había llegado a la casa, donde encontraron a van Gogh inconsciente y ensangrentado, porque se había seccionado una arteria y estuvo a punto de morir desangrado. Fue trasladado al hospital, y confesó no tener ningún recuerdo del suceso. En lo que le quedaba de vida, Van Gogh sufriría varios accesos similares, caracterizados por una paranoia aguda.

## Historia
Al momento de la muerte de Van Gogh, la pintura se encontraba en posesión de Julien (Père) Tanguy, aunque no está claro cómo la había conseguido. Tanguy había posado dos veces para Van Gogh en 1887 y como marchante de arte había aceptado varias obras suyas como pago. Fue exhibido en París en 1901 y 1905 en unas importantes retrospectivas sobre Van Gogh. En 1928 Samuel Courtauld la compró. Se encuentra normalmente en la Galería Courtauld en Londres, Reino Unido, pero se exhibió temporalmente en el Museo Van Gogh de Ámsterdam, cuando la galería cerró por reformas.
El 17 de enero de 1889 Vincent había escrito a su hermano Theo que había completado “otro nuevo autorretrato”. La confusión surge al no saberse si hace referencia a Autorretrato con la oreja vendada, o a Autorretrato con la oreja vendada y pipa. En ambos retratos Van Gogh lleva la misma ropa y adopta la misma pose, sin embargo los esquemas de color, encuadre, accesorios y ubicaciones son diferentes.